# August Leskien
Johann Heinrich August Leskien, född 8 juli 1840 i Kiel, död 20 september 1916 i Leipzig, var en tysk språkforskare.
Leskien blev filosofie doktor i Leipzig 1864, privatdocent i Göttingen 1867 och extra ordinarie professor i jämförande språkforskning i Jena 1869 samt 1870 professor i slaviska språk vid universitetet i Leipzig.
Leskien var en av sin tids främsta språkforskare. I Die Declination im Slavisch-Litauischen und Germanischen (1876) uppställde han först satsen, att ljudlagarna verkar undantagslöst, och han kan så tillvida anses som huvudman för den så kallade junggrammatiska skolan inom språkvetenskapen (vilken för övrigt representerades av Karl Brugmann, Hermann Paul, Hermann Osthoff och de flesta dåtida yngre språkforskare).
Leskien var länge medredaktör i Vatroslav Jagićs "Archiv für slavische Philologie". Tillsammans med Brugmann har deltog han i striden om konstspråk (mot esperanto). Leskien invaldes som ledamot av Vetenskapssocieteten i Uppsala 1914.